# Ledebouria edulis
Ledebouria edulis är en sparrisväxtart som först beskrevs av Adolf Engler, och fick sitt nu gällande namn av Brita Stedje. Ledebouria edulis ingår i släktet Ledebouria och familjen sparrisväxter. Inga underarter finns listade i Catalogue of Life.